# Konvergenz (Grafik)

Konvergente Linien in der Grafik

Konvergenz (lateinisch convergere, (sich) zuneigen, annähern, konvergieren) bezeichnet in der Grafik das Zusammenlaufen von (optischen) Linien. Diese Linien sind selten als solche direkt im Bild integriert. Ihr Verlauf ergibt sich aus der Komposition der Bilder und der einzelnen Motive im Bild. Auch Hinter-, Mittel- und Vordergrundrelationen können durch konvergente Linien strukturiert sein. In diesem Sinn fungieren konvergente Linien als visuelles Gestaltungselement. Sie kommen daher hauptsächlich in der Arbeitspraxis der Medienkommunikation zum Tragen.

## Funktion
Optische parallele Linien wie etwa Fensterreihen an einer Hausfassade oder die Fassade eines Hochhauses, an dem man nach oben schaut, laufen mit zunehmender Entfernung aufeinander zu und schneiden sich schließlich im sogenannten Fluchtpunkt. Von diesem aus verlaufen die gekreuzten Linien divergent. Mit Hilfe solcher Linien kann bei graphischen Darstellungen ein perspektivischer Eindruck erzeugt bzw. bei fotografischen Abbildungen verstärkt werden. Durch einen tieferen Kamerastandpunkt wird diese Bildwirkung zusätzlich gesteigert. Die Wirkung konvergenter (oder auch divergenter) Linien wird effektvoll auch in audiovisuellen Formaten genutzt.

## Wirkungsweise
Visuelle Konvergenz definiert sich in zwei Eigenschaften: Klarheit und Einfachheit. Die Klarheit liegt in der präzisen Gestalt geradliniger Einzelelemente: Linien sind pragmatisch richtungsweisend und aufgrund ihrer fortlaufenden Form optisch klar zu erfassen. In ihrer Einfachheit wird diese Klarheit schlicht gedoppelt: Das Gesamtkonstrukt zeichnet aus zwei konvergenten Geraden eine kunstvolle Komposition (Dreieckskomposition), die auch eine aufregenden Perspektive bereithalten kann. Darüber hinaus vermittelt die Symmetrie und die Ähnlichkeit der Formen einen Eindruck der Zusammengehörigkeit der einzelnen Elemente Gestaltgesetze. Dann nämlich wird im Langzeitgedächtnis gegraben, bis man eine Erinnerung findet, die zu diesem Muster passt. Viele Menschen denken da an eine Straße, die gen Horizont verläuft. Folglich hat die Konvergenz auch ein ikonisches bzw. ikonologisches Bedeutungspotential inne. Nicht selten kann eine subjektive Note den Geist inspirieren und die Kreativität anregen.

## Anwendung in der Praxis
Die Wirkungsweise konvergenter Linien liegt in ihrem stark richtungsweisenden Charakter. Da der Mensch als Betrachter dazu neigt, seinen Blick an fortlaufenden Linien zu orientieren, sind konvergente Linien in vielen Bereichen der Medienkommunikation von Bedeutung. So ist es beispielsweise sinnvoll, das wichtigste Bildelement, wie etwa den Eyecatcher eines Werbeplakats im Bereich des Fluchtpunktes zu platzieren, da der Blick durch die Linien zunächst darauf gelenkt wird. Erst danach wird er weitergeleitet und erfasst schließlich das Bild als Gesamtes.